# Balthasar Oomkens van Esens
Balthasar Oomkens van Esens (? - 1540) was een Oost-Friese edelman. Hij stierf tijdens de belegering van zijn kasteel in Esens. Hij werd door zijn aanhangers als de laatste ware Friese vrijheidsstrijder beschreven, hoewel sommigen zijn schijnbaar onverzadigbare lust voor geweld afkeurden.

## Biografie en geschiedenis
Balthasar Oomkens van Esens was de zoon van Hero Oomkens van Esens, heer van Harlingerland, en Armgard gravin van Oldenburg. De familie Oomkens was gevestigd in Oost-Friesland en in het (Friese) Oldambt in de Groninger Ommelanden.
Balthasar leidde een succesvolle weerstand van de vrije Friese aristocratie tegen de pretenties van de familie Cirksena, met name Enno II van Oost-Friesland, die probeerde Oost-Friesland onder zich te verenigen. De Cirksena's namen hun voordeel uit het protestantisme terwijl zowel Balthasar als zijn vader loyaal aan de katholieke kerk bleef. Wel moest Balthasar voor Harlingerland het leenheerschap erkennen van het Hertogdom Gelre, waarmee hij een pact had gesloten. Zie ook: Gelderse Oorlogen (1531-1534).
Balthasar was berucht vanwege vele door hem goedgekeurde en wellicht zelfs georganiseerde gevallen van zeeroverij, met name tegen handelsschepen uit Bremen. Hij schreef daarvoor kaperbrieven uit.  In 1538 werd hij mede daarom door de Duitse keizer in de rijksban gedaan. Daarna sloten de bremers een verbond met andere vijanden van Balthasar en namen de burcht van Esens in 1540 in. Balthasar stierf in die tijd aan een ziekte.
Ten gevolge van Balthasars weerstand bleef Harlingerland een vrije provincie onder zijn eigen rechtsbevoegdheid; later kwam het door erfenis aan het Graafschap Rietberg dat op zijn beurt door erfenis in 1744 aan Frederik de Grote van Pruisen kwam. 

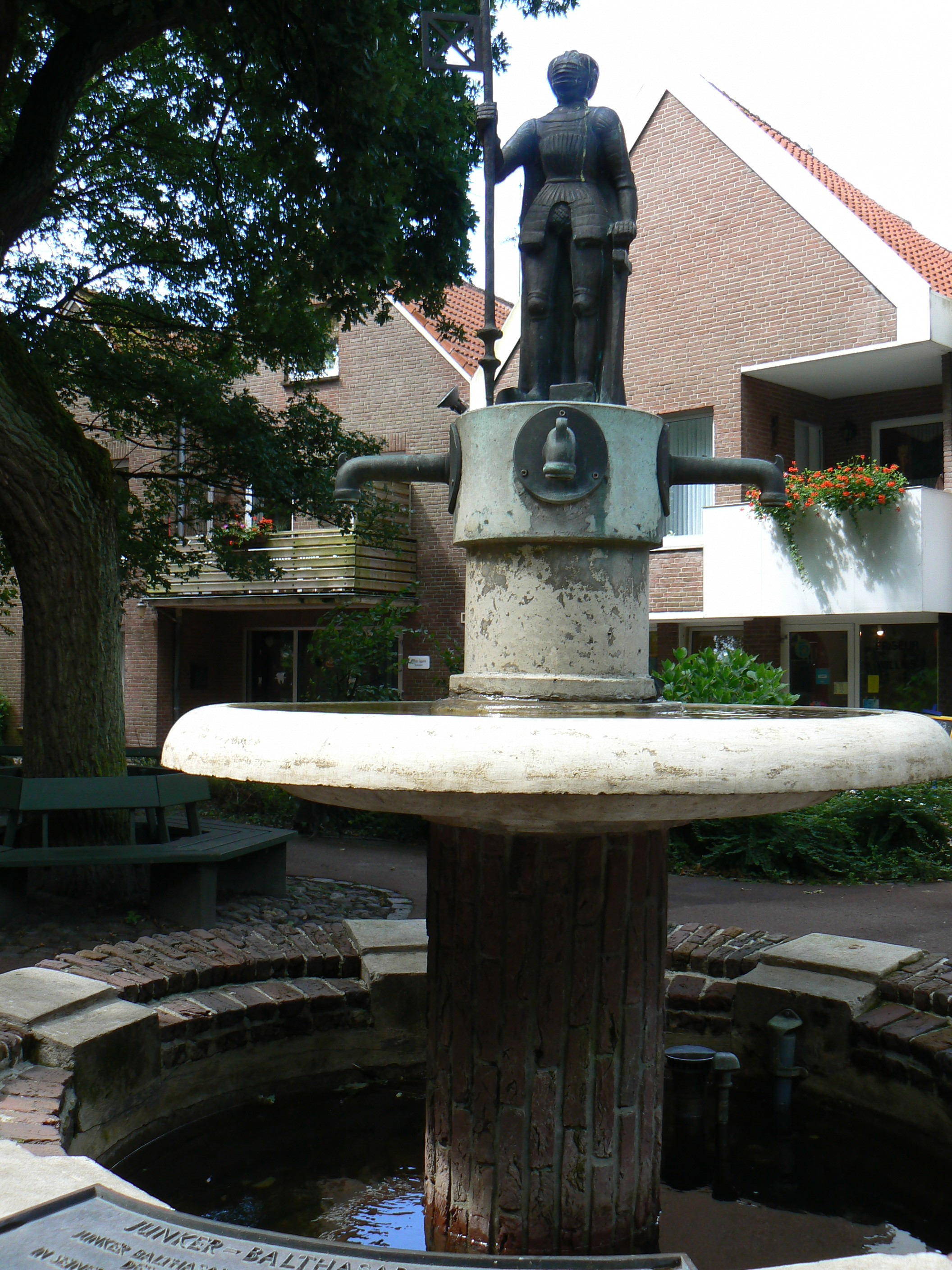
Jonker-Balthasar-fontein te Esens

Balthasar Oomkens van Esens is een populair figuur onder de Friezen gebleven. Hij wordt algemeen als "Junker Balthasar" herinnerd in Esens (dat hij in 1527 stadsrechten gunde). Er was daar tot 2010 een jaarlijks festival te zijner ere.

## Legenden
Er is een legende die met Balthasar Oomkens von Esens wordt geassocieerd die nog steeds uitdrukking in het wapen van de stad vindt. Een jaar werd de stad belegerd door Bremen en onder de mensen achter de stadsmuren was een rondreizende muzikant en zijn dansende beer. Toen de belegering voortduurde, liep het eten uit en de uitgehongerde beer ontsnapte. Losgebroken van zijn kettingen, klom de beer op een van de torens, waar zijn woedend gebrul de aandacht van de belegeraars trok. In zijn verwarring brak de beer de stenen van de oude muren en smeet ze naar de vijand. De belegeraars dachten dat de mensen van Esens duidelijk genoeg voedsel hadden en toen het spektakel van de brullende beer hen bovendien verwarde en paniek zaaide, bliezen zij de belegering af en zijn teruggekeerd naar Bremen. In dankbaarheid vereeuwigden de burgers van Esens de beer in het wapen van hun stad, dat nu ook een deel van het wapen van Oost-Friesland uitmaakt.

## Spreuken
Balthasar Oomkens van Esens schreef dit devies op een vensterruit in Esens kasteel geschreven: 
- "Wer das wol doht, der ist hochgeboren; Sonder doghede ist de adel verloren". ("Wie het goede doet, die is hooggeboren; zonder deugd is de adel verloren".)

Alternatieve spellingen/versies van zijn naam zijn: Baltzer, Baltser, Baldassar, enz.